# Parbildning

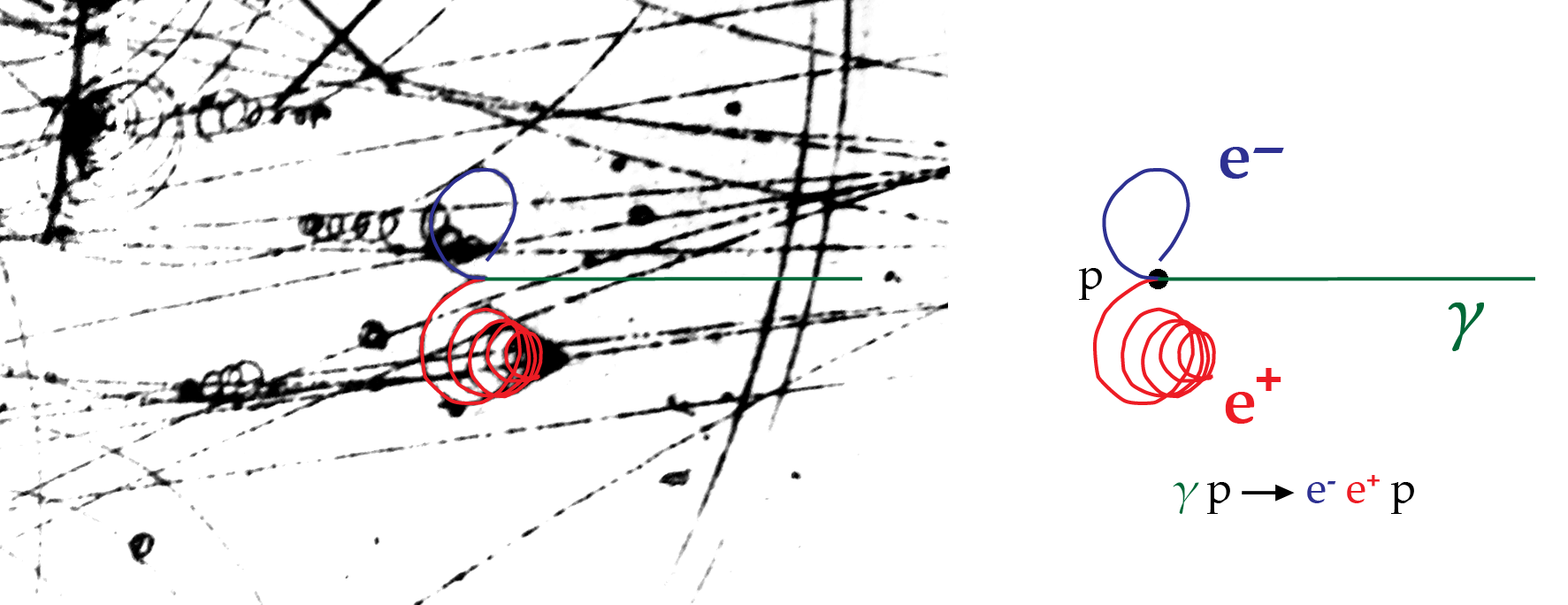
Parbildning i en bubbelkammare

Parbildning är skapandet av ett par bestående av en elementarpartikel och dess antipartikel, vanligen från en foton (eller någon annan oladdad boson). Detta är fysikaliskt möjligt såvida tillräckligt med energi finns tillgängligt för att skapa paret (minst den totala vilolägesenergin hos de två partiklarna) samt att omständigheterna tillåter att både energi och rörelsemängd bevaras. Alla andra konserverade kvanttal (rörelsemängdsmoment, elektrisk laddning) hos de producerade partiklarna måste ta ut varandra. D.v.s. varje sådant kvanttal hos de skapade partiklarna skall ha sinsemellan ombytt tecken (+ / -).
Inom kärnfysik sker detta då en högenergetisk foton interagerar med en atomkärna och producerar en elektron och positron (utan att strida mot lagen om rörelsemängdens bevarande). Eftersom rörelsemängden hos den ursprungliga fotonen skall absorberas av något kan parbildning aldrig ske i tomma rymden från en enda foton, utan det krävs även en atomkärna för att kunna hålla både rörelsemängden och energin konstant.
Parbildning är den diametrala motsatsen till annihilation, där en elementarpartikel och dess antipartikel går samman och "förintas", varvid elektromagnetisk strålning (fotoner) i regel avges.